# Class 02
De Class 02 is een serie van twintig diesel-hydraulische rangeerlocomotieven gebouwd door de Yorkshire Engine Company, tien in 1960 (D2850-D2859) en tien in 1961 (D2860-D2869). De locomotieven zijn ontworpen voor een beperkt profiel vrije ruimte en krappe bochten zoals op haventerreinen. De deur van de cabine zat aan de achterzijde met een balkon achter de cabine; Dit was ongebruikelijk voor British Rail, hoewel vaak toegepast door de Yorkshire Engine Co. en vrij normaal in Noord-Amerika.

## Na British Rail
Door wijzigingen in de rol van het Britse railvervoer en de sluiting van vele terreinen waar de Class 02 dienstdeed werden ze meer en meer overtallig. De eerste locomotief werd uitgerangeerd in 1969, de laatste in 1973. drie bleven lang genoeg in dienst om een computernummer (TOPS) te krijgen: 02001 (voorheen D2851), 02003 (D2853) en 02004 (D2856). Gemiddeld waren de uitgerangeerde locomotieven tussen de negen en veertien jaar oud en voldeden ze nog prima, zodat het grootste deel aan de industrie werd verkocht.
Zo was bijvoorbeeld één exemplaar in dienst bij de National Coal Board in de Chatterly Whitfield mijn bij Stoke-on-Trent; deze locomotief (nummer onbekend) beleef daar toen Chatterly Whitfield voor korte tijd een mijnmuseum werd.

## Historisch materieel
Een groot aantal (ten minste zeven) exemplaren zijn nu historisch materieel en kunnen door hun kleine omvang nog goed ingezet worden voor rangeerwerk in de werkplaats of als onderhoudstrein. De (D2860) fungeert als  rangeerlocomotief in het National Railway Museum in York, waar ze gebruikt wordt om museumstukken te verplaatsen.
- D2854 bij de Heritage Shunters Trust
- D2858 op de Midland Railway - Butterley
- D2860 in het National Railway Museum, York
- D2866 bij de Heritage Shunters Trust
- D2867 Diane op de Battlefield Line Railway
- D2868 bij Harry Needle, in bruikleen aan het Museum of Science and Industry, Manchester

## Techniek
De motor is een Rolls-Royce C6NFL176 6 cilinder verbonden met een  Rolls-Royce serie 10,000 torsie-omvormer en een handgeschakelde YEC versnellingsbak. De motor en overbrenging zijn onder een hoek van 30 graden opgehangen om de lengte en hoogte van de locomotief te kunnen beperken. In tegenstelling tot oudere British Rail rangeerlocomotieven, kreeg Class 02 vacuümremmen.

## Industriële versies
Naast de twintig voor  British Railways, zijn er ongeveer 50 gelijksoortige exemplaren gebouwd (meestal met diesel-elektrische overbrenging en/of serkere motoren) voor de industrie. Veel hiervan zijn ook terug te vinden als historisch materieel nu nog weinig bedrijven een eigen spoor hebben. Sommige zijn zelfs geschilderd in een fictieve British Railways kleurstelling en nummering (bijvoorbeeld - 02 101).